# Tu viện Nuestra Señora del Rosario y Santo Domingo (Cádiz)
Tu viện Nuestra Señora del Rosario y Santo Domingo (Tiếng Tây Ban Nha: Convento de Nuestra Señora del Rosario y Santo Domingo) là một tu viện ở Cádiz, Tây Ban Nha. Tu viên được công nhận Bien de Interés Cultural năm 2005.